# 长江路街道 (乌鲁木齐市)
长江路街道，是中华人民共和国新疆维吾尔自治区乌鲁木齐市沙依巴克区下辖的一个乡镇级行政单位。

## 行政区划
长江路街道下辖以下地区：
经一路社区、伊宁路社区、经二路社区、长江南路社区、长江北路社区、碾子沟社区、冷库社区、牛奶巷社区和新兴巷社区。